# Municipio de Pilot Grove (Illinois)
El municipio de Pilot Grove (en inglés: Pilot Grove Township) es un municipio ubicado en el condado de Hancock en el estado estadounidense de Illinois. En el año 2010 tenía una población de 280 habitantes y una densidad poblacional de 2,92 personas por km².

## Geografía
El municipio de Pilot Grove se encuentra ubicado en las coordenadas 40°30′24″N 91°4′31″O / 40.50667, -91.07528. Según la Oficina del Censo de los Estados Unidos, el municipio tiene una superficie total de 95.96 km², de la cual 95,76 km² corresponden a tierra firme y (0,22 %) 0,21 km² es agua.

## Demografía
Según el censo de 2010, había 280 personas residiendo en el municipio de Pilot Grove. La densidad de población era de 2,92 hab./km². De los 280 habitantes, el municipio de Pilot Grove estaba compuesto por el 99,29 % blancos, el 0,36 % eran asiáticos y el 0,36 % eran de una mezcla de razas. Del total de la población el 0 % eran hispanos o latinos de cualquier raza.